# Forte Egito
O Forte de São Sebastião do Egito, também referido como Forte Egito, localiza-se no alto de um morro na localidade de Egito-Praia, no litoral do município de Lobito, na província de Benguela, em Angola.

## História
A toponímia "Egito" conferida a esta praia a sul do rio Cuvo, prende-se à semelhança dos palmares - "deslizando até ao mar" -, que os seus povoadores portugueses associaram aquele país.
O forte remonta ao século XIX, no contexto da repressão ao tráfico de escravos, quando navios negreiros, buscando evadir-se ao patrulhamento do Atlântico, pelas embarcações da Royal Navy, buscavam a proteção dos recortes deste litoral.
Em nossos dias, as autoridades angolanas solicitaram o seu reconhecimento como património mundial pela UNESCO, devido à sua ligação com a história do tráfico negreiro, que tornou despovoadas extensas áreas do continente africano.